# Consiliul Europei

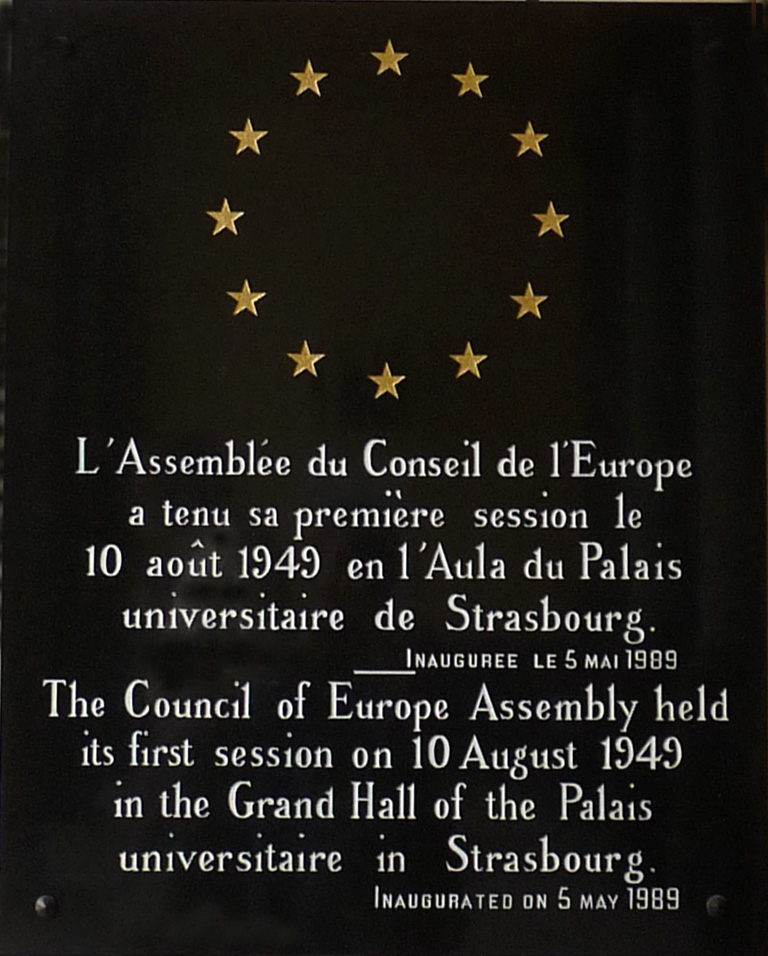
Placă care comemorează prima sesiune a Adunării Consiliului Europei de la Universitatea din Strasbourg

Consiliul Europei (CoE; franceză Conseil de l'Europe) este o organizație internațională, interguvernamentală și regională. A luat naștere la 5 mai 1949 și reunește toate statele democratice ale Uniunii Europene precum și alte state din centrul și estul Europei. Este independent de Uniunea Europeană, și este diferit și de Consiliul European sau de Consiliul Uniunii Europene. Sediul Consiliului Europei este la Strasbourg.
Consiliul Europei are două dimensiuni: una federalistă, reprezentată de Adunarea Parlamentară, alcătuită din parlamentari proveniți din parlamentele naționale, și cealaltă, interguvernamentală, întruchipată de Comitetul Miniștrilor, alcătuit din miniștrii de externe ai statelor membre. Comitetul Miniștrilor reprezintă organismul de decizie al Consiliului Europei.
România a deținut președinția Comitetului Miniștrilor al Consiliului Europei în perioada noiembrie 2005 – mai 2006.

## Componența
Consiliul Europei este compus din 46 de state membre la care se adaugă o serie de state cu statut de observator.

### State membre
Ţările fondatoare
     Ţări care au aderat după fondare
     Candidaţi oficiali
     Foşti membri
     Observatori la Adunarea Parlamentară
     Observatori la Comitetul Miniștrilor
     Observatori la Comitetul Miniștrilor și Adunarea Parlamentară

Ţările fondatoare
Ţări care au aderat după fondare
Candidaţi oficiali
Foşti membri
Observatori la Adunarea Parlamentară
Observatori la Comitetul Miniștrilor
Observatori la Comitetul Miniștrilor și Adunarea Parlamentară

- Belgia, Danemarca, Franța, Grecia, Irlanda, Italia, Luxemburg, Marea Britanie, Norvegia, Olanda, Suedia și Turcia (1949)
- Islanda și Germania (1950)
- Austria (1956)
- Cipru (1961)
- Elveția (1963)
- Malta (1965)
- Portugalia (1976)
- Spania (1977)
- Liechtenstein (1978)
- San Marino (1988)
- Finlanda (1989)
- Ungaria (1990)
- Polonia (1991)
- Bulgaria (1992)
- Estonia, Lituania, Slovenia, Republica Cehă, Slovacia, România (1993)
- Andorra, Belarus* (1994)
- Letonia, Albania, Republica Moldova, Ucraina, Macedonia de Nord (1995)
- Croația (1996)
- Georgia (1999)
- Armenia, Azerbaidjan (2001)
- Bosnia și Herțegovina (2002)
- Serbia (împreună cu Muntenegru) (2003)
- Monaco (2004)
- Muntenegru (2007)

### State cu statut de observator
- Canada, Vatican, Japonia, Belarus**, SUA, Mexic și Israel

*- Belarus s-a retras in 1999.
**- S-a angajat ca stat cu statut de observator, după Înțelegerea de la Lisabona (2003).

### Foste state membre
- Federația Rusă (a aderat în 1996, s-a retras în 2022, cu câteva ore înainte să fie votată excluderea acesteia de către consiliu)

### Părăsirea, suspendarea și expulzarea
Statutul Consiliului Europei prevede suspendarea voluntară, involuntară și excluderea membrilor. Articolul 8 din statut prevede că orice stat membru care a violat în mod serios articolul 3 poate fi suspendat din drepturile sale reprezentative și că Comitetul de Miniștrii poate cere retragerea acestui membru conform prevederilor articolului 7. Statutul nu definește la ce se referă prin "violare serioasă". Conform Articolului 8 din statut, dacă statul membru nu respectă cererea de părăsire a Consiliului, Comitetul poate pune capăt statutului său de membru, consultându-se cu Adunarea Parlamentară.
Consiliul a suspendat în trecut Regatul Greciei în 1967, după Lovitura de stat din 21 aprilie și venirea la putere a Regimului Colonelilor. Grecia a acceptat retragerea din Consiliu. Aceasta se va reîntoarce în consiliu abia în 1974.

#### Suspendarea și excluderea Rusiei
Federația Rusă a devenit un membru al Consiliului la 28 februarie 1996. În 2014, după anexarea Crimeii și susținerea forțelor separatiste din Ucraina, Consiliul a suspendat dreptul de vot al Rusiei în Adunarea Parlamentară. În retaliere, Rusia a început să boicoteze Adunarea în 2016, iar din 2017 a început să nu mai plătească taxa anuală atribuită fiecărui membru (în cazul ei, de 32,6 milioane de euro, în jur de 7% din bugetul Consiliului de la aca dată). Refuzul plății taxei de participare de către Rusia a coincis cu refuzul plății taxei de către Republica Turcia, ca urmare a controversei privindu-l pe judecătorul turc Murat Arslan. Lipsa fondurilor primite anterior din partea acestor două țări a adus Consiliul într-o perioadă de dificultate financiară
Rusia a considerat că suspendarea sa nu a fost una corectă, cerându-și dreptul de vot înapoi. Aceasta chiar a amenințat că va părăsi Consiliul, în cazul în care drepturile sale nu îi vor fi restituite până la alegerea unui nou Secretar General. Secretarul de la acel moment, Thorbjørn Jagland, a organizat un comitet pentru a găsi o soluție de compromis cu Rusia la începutul lui 2018, acțiune criticată de unii membrii ai Consiliului ori de unii academicieni ca fiind cedarea în fața presiunii rusești, în special dacă activitatea comitetului ar rezulta în reinstituirea dreptului de vot. În iunie 2019, Adunarea Parlamentară a votat cu un scrutin de două treimi în favoarea înapoierii dreptului de vot Rusiei (118 voturi pentru, 62 împotrivă, 10 abțineri). Recuperarea dreptului de vot a Rusiei în 2019 a dus la reînceperea plății taxei de participare, cu doar o lună înainte ca Rusia să fi ajuns la termenul de doi ani acordat fiecărui stat pentru a-și plăti datoriile sub sancțiunea excluderii. Cele 62 de voturi împotrivă proveneau din partea Ucrainei, statelor baltice, și a altor state postsovietice, care au susținut că reintegrarea Rusiei în Consiliu echivalează cu acceptarea acțiunilor sale malevolente. Printre susținătorii reintegrării Rusiei s-au numărat Republica Franceză și Republica Federală Germania, care au susținut că abținerea de la înapoierea dreptului de vot Rusiei și, implicit, continuarea refuzului de a plăti taxa de participare în Consiliu, ar duce la excluderea inevitabilă a Rusiei din organizație, ceea ce ar reprezenta pierderea accesului cetățenilor ruși la Curtea Europeană a Drepturilor Omului.
La 3 martie 2022, după ce Rusia a invadat Ucrainei, Consiliul a suspendat Rusia pentru violarea statutului organizației și pentru încălcarea Convenției Europene a Drepturilor Omului. Suspendarea a blocat Rusia din a participa în Comitetul de Miniștrii, Adunarea Parlamentară, și în Consiliul Statelor Mării Baltice, dar a menținut obligația Rusiei de a respecta și urma Convenția. Pe 15 martie 2022, cu doar câteva ore înainte de ținerea votului pentru a exclude Rusia din organizație, aceasta a inițiat procedura de a o părăsi de una singură. Inițial, delegația rusă dorea să își prezinte părăsirea și să denunțe Convenția Europeană a Drepturilor Omului la 31 decembrie. Totuși, în aceași zi Comitetul de Miniștrii va decide excluderea Rusiei, declarând că aceasta a fost înlăturată din organizație, nu că a părăsit-o pe cont propriu. După excludere, fostul Președinte și Prim-ministru al Rusiei, Dmitri Medvedev, a declarat în favoarea restituirii pedepsei cu moartea în Rusia.

### Secretari generali
| Nume                    | Perioadă  | Țara de origine |
| ----------------------- | --------- | --------------- |
| Jacques Camille Paris   | 1949–1953 | Franța          |
| Léon Marchal            | 1953–1956 | Franța          |
| Lodovico Benvenuti      | 1957–1964 | Italia          |
| Peter Smithers          | 1964–1969 | Regatul Unit    |
| Lujo Tončić-Sorinj      | 1969–1974 | Austria         |
| Georg Kahn-Ackermann    | 1974–1979 | Germania        |
| Franz Karasek           | 1979–1984 | Austria         |
| Marcelino Oreja Aguirre | 1984–1989 | Spania          |
| Catherine Lalumière     | 1989–1994 | Franța          |
| Daniel Tarschys         | 1994–1999 | Suedia          |
| Walter Schwimmer        | 1999–2004 | Austria         |
| Terry Davis             | 2004–2009 | Regatul Unit    |
| Thorbjørn Jagland       | 2009–2019 | Norvegia        |
| Marija Pejčinović Burić | 2019–2024 | Croația         |
| Alain Berset            | 2024-     | Elveția         |

## Obiective
- Protejarea drepturilor omului
- Protejarea democrației pluraliste
- Protejarea supremației dreptului
- Protecția copilului
- Favorizarea conștientizării și încurajarea dezvoltării identității și a diversității culturale a Europei
- Dezvoltarea stabilității democratice în Europa prin susținerea reformelor politice, legislative și constituționale
- Căutarea soluțiilor pentru problemele cu care se confruntă societatea europeană:
  - discriminarea minorităților
  - xenofobia
  - intoleranța
  - protecția mediului
  - Clonarea umană
  - SIDA
  - drogurile
  - terorismul
  - crima organizată

## Activitate

### Tratate
Consiliul funcționează preponderent prin intermediul tratatelor internaționale, denumite în cadrul organizației drept convenții. Prin adoptarea de convenții și tratate internaționale, standarde legale comune le sunt impuse tuturor statelor membre.